# St Anne’s College
Das St Anne’s College ist eines der Colleges der University of Oxford. Ursprünglich wurde es als Association for the Education of Women gegründet, der ersten Einrichtung in Oxford, die auch Frauen zur höheren Bildung aufnahm. Später war die Einrichtung als Society of Home Students bekannt. 1942 wurde es schließlich in St Anne’s Society umbenannt und erhielt 1952 den Status eines Colleges. Bis 1979 wurden ausschließlich Frauen aufgenommen. Heute gehört St Anne’s mit etwa 450 undergraduates und etwa 150 graduate students zu den größeren Colleges. Das Verhältnis zwischen männlichen und weiblichen Studierenden ist heute ausgewogen.
Das College besitzt eine bedeutende Sammlung von Werken der Bildenden Kunst.

## Lage
Das College befindet sich in North Oxford, auf einem vom St John’s College gespendeten Grundstück zwischen Woodstock Road und Banbury Road. Davor war das College in mehreren Gebäuden über Oxford verteilt. Diese wurden verkauft, um das 2005 fertiggestellte Ruth Deech Building zu finanzieren.

## Bekannte Lehrer

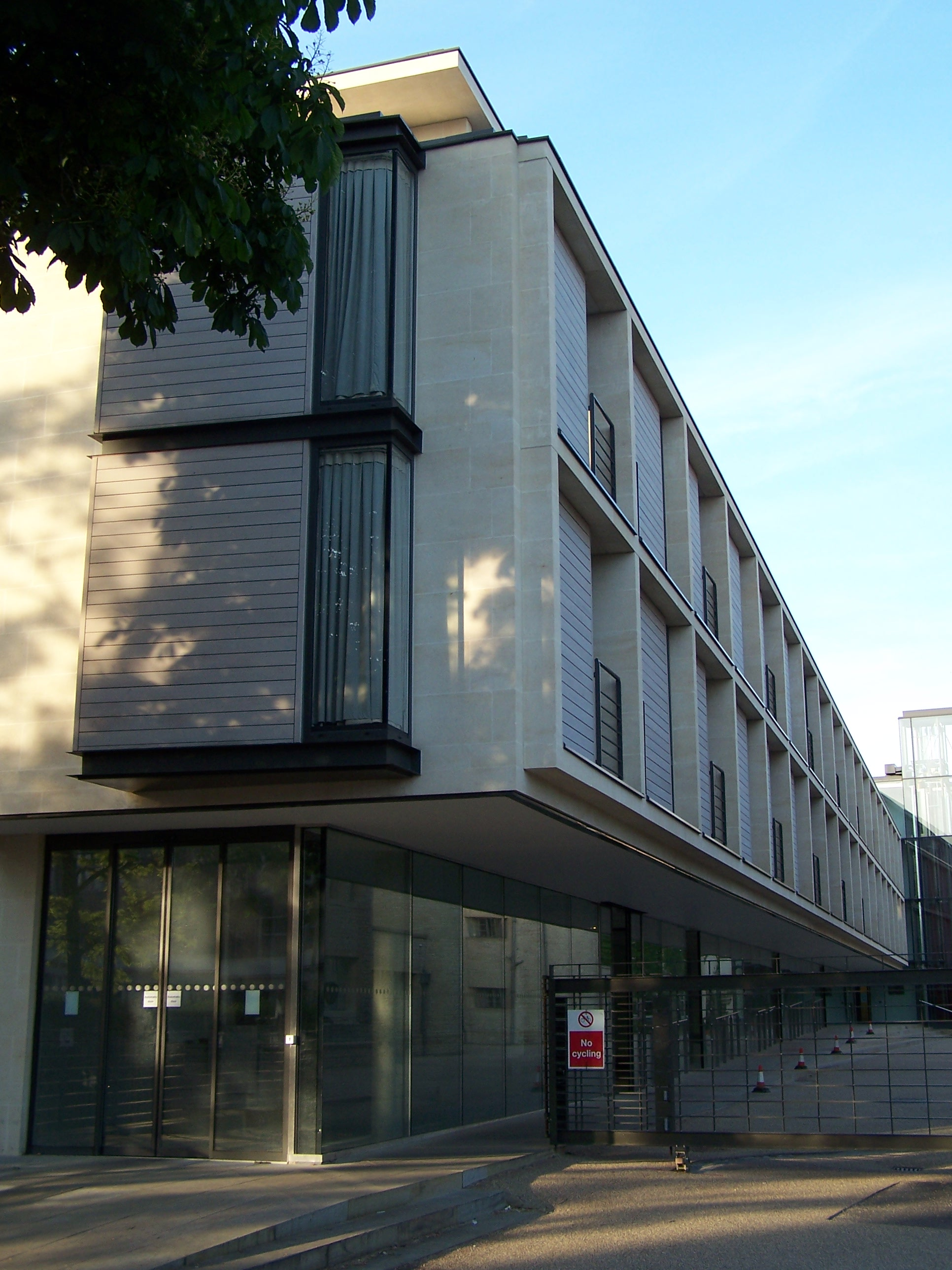
Ruth-Deech-Building

- Simon Donaldson
- A. C. Grayling
- Nick Middleton
- Iris Murdoch
- Graham Nelson
- Ivy Williams

## Bekannte Studenten
- William MacAskill, britischer Philosoph, Mitgründer der Bewegung des effektiven Altruismus
- Danny Alexander, britischer Politiker der Liberal Democrats, Vizepräsident der Asiatischen Infrastrukturinvestmentbank
- Ben Hudson, britischer Musiker
- Samantha Shannon, britische Schriftstellerin
- Karen Armstrong, britische Religionswissenschaftlerin
- Wendy Beckett, britische Eremitin
- Tina Brown, britisch-amerikanische Zeitschriftenherausgeberin und Journalistin
- Liam D’Arcy Brown, britischer Sinologe und Reiseschriftsteller
- Baroness Ruth Deech, britische Juristin und Hochschullehrerin, Mitglied des House of Lords
- Diana Deutsch, britische Psychologin
- Mary Douglas, britische Sozialanthropologin
- U. A. Fanthorpe, britische Dichterin
- Penelope Farmer, britische Autorin
- Helen Fielding, britische Autorin
- Mary Harron, kanadische Regisseurin und Drehbuchautorin
- Zoë Heller, britische Journalistin und Schriftstellerin
- Diana Wynne Jones, britische Schriftstellerin
- Penelope Lively, britische Schriftstellerin
- Baroness Lindsay Northover, britische Politikerin der Liberal Democrats, Mitglied des House of Lords
- Ged Quinn, britischer Maler
- Simon Rattle, britischer Dirigent und seit 2002 Chefdirigent der Berliner Philharmoniker.
- Jancis Robinson, britische Weinkritikerin
- Cicely Saunders, britische Ärztin, Sozialarbeiterin und Krankenschwester
- Susan Sontag, amerikanische Schriftstellerin, Essayistin, Publizistin und Regisseurin
- Jane Thynne, britische Journalistin und Schriftstellerin
- Polly Toynbee, britische Journalistin und Bürgerrechtlerin
- Jill Paton Walsh, britische Schriftstellerin
- Ivy Williams, britische Rechtsanwältin und Hochschullehrerin
- Mara Yamauchi, britische Langstreckenläuferin